# 中央集市广场 (弗罗茨瓦夫)

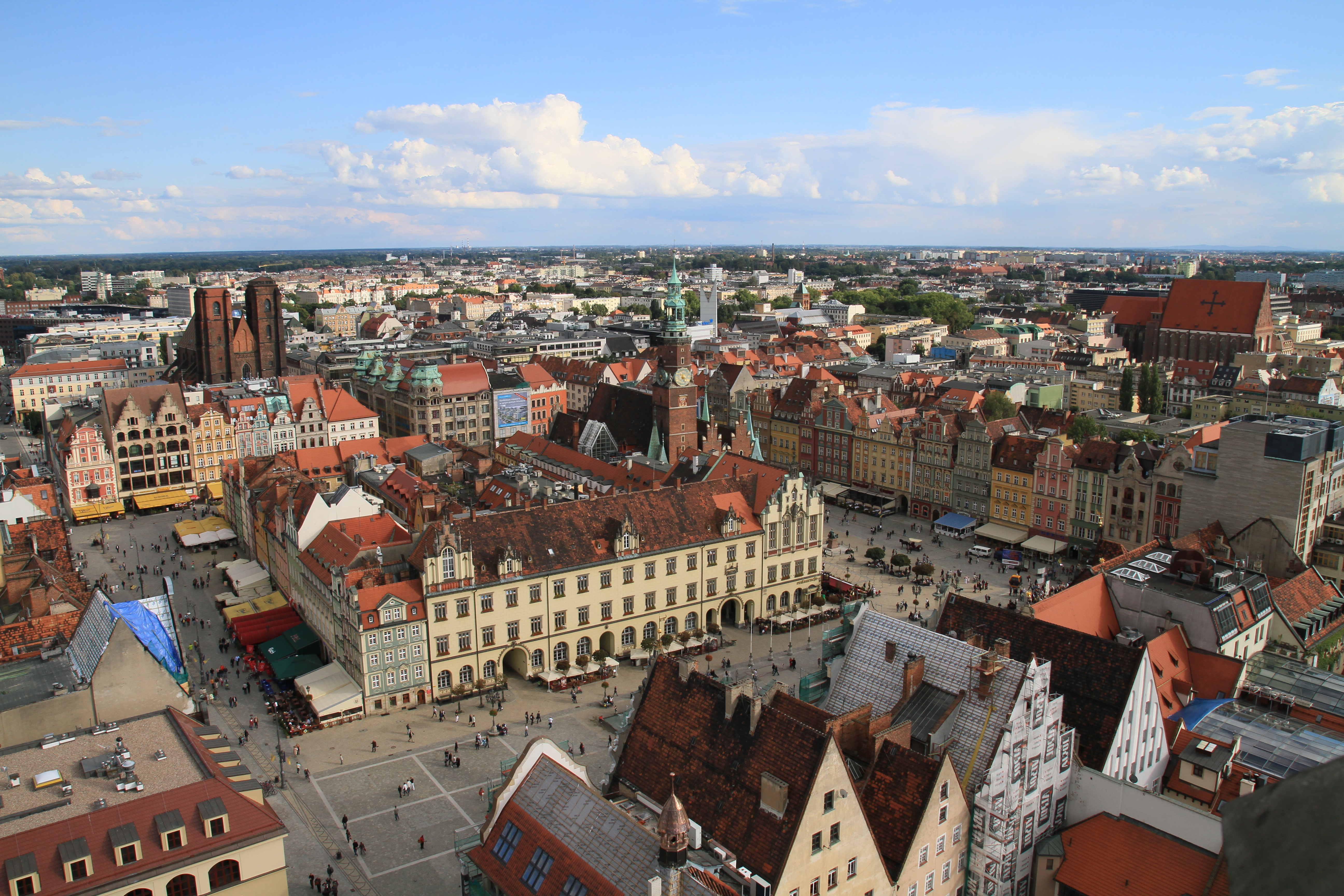
从圣伊丽莎白教堂钟楼俯瞰中央集市广场

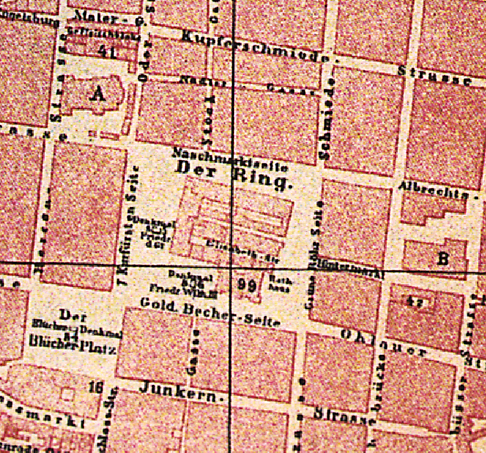
1873年的一张地图上的中央集市广场

中央集市广场（波蘭語：Rynek）是波兰城市弗罗茨瓦夫的一座中世纪广场，现在是步行区的核心。
广场呈长方形，其变长为205米长，175米宽。广场周围的建筑物来自不同时代。其中部由市政厅、新市政厅和许多市民建筑组成。在它的对边两侧有两个小广场：盐市广场和圣伊丽莎白教堂的教堂广场，这些广场周边的建筑物一起组成一幅美丽的市井。11条街汇集到广场，在每个角上有两条街，除此之外在东面还有14或者15世纪开张的后市场（Kurzy Targ）和两条小巷。
根据最新研究广场在1214至1232年间在亨里克一世统治时期根据马格德堡法律重新建城时就已经形成了。后来的文献才把它的形成推迟到1241至1242年。逐渐在广场边上建造了城市贵族的大厦。14世纪中期这些建筑就已经完全围绕了广场，它们的地基的边界也已经被规定好了。
19世纪在广场上建造了有轨电车轨道，一开始是马拉的，从1892年开始是电动的。至1970年代末为止有轨电车沿东西大街行走。1996年至2000年间街上的铺石被翻修，最后可以行车的东侧也被定为步行区，大多数建筑物的表面也被维修。
今天在广场上有60块有号码的地基，不过一些建筑占据了多块地基。由于在中世纪后期地基多次分割和合并，今天的地基分布和一开始的不同。每块地基都有一个传统的名称，在大多数建筑的表面有和这些名称相应的徽章，这和这些建筑的历史有关，比如“鹰狮”、“蓝日”、“老市政厅”等等。

## 建筑物

### 中心区

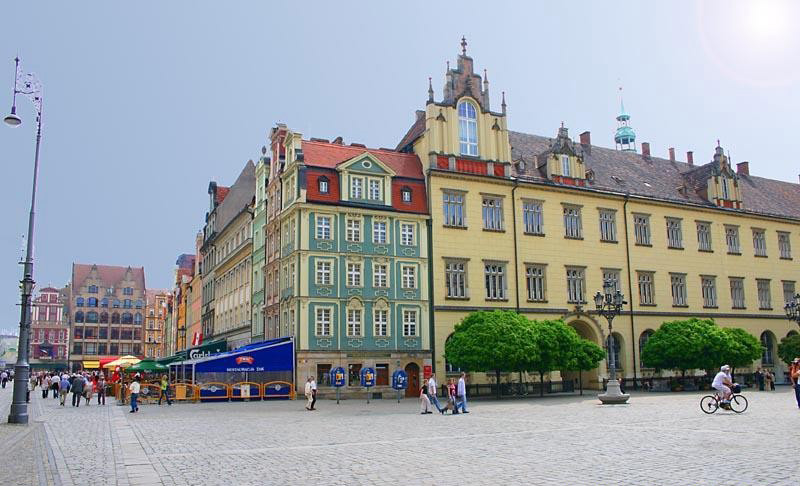
中心区的东北角

中心区的建筑和周边街道之间有一个7度的偏角，这个偏角的原因不明。

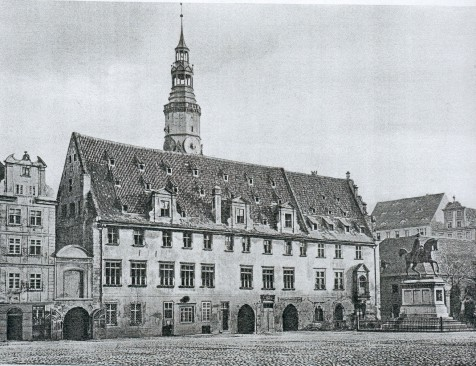
衣楼被拆除前不久的景象

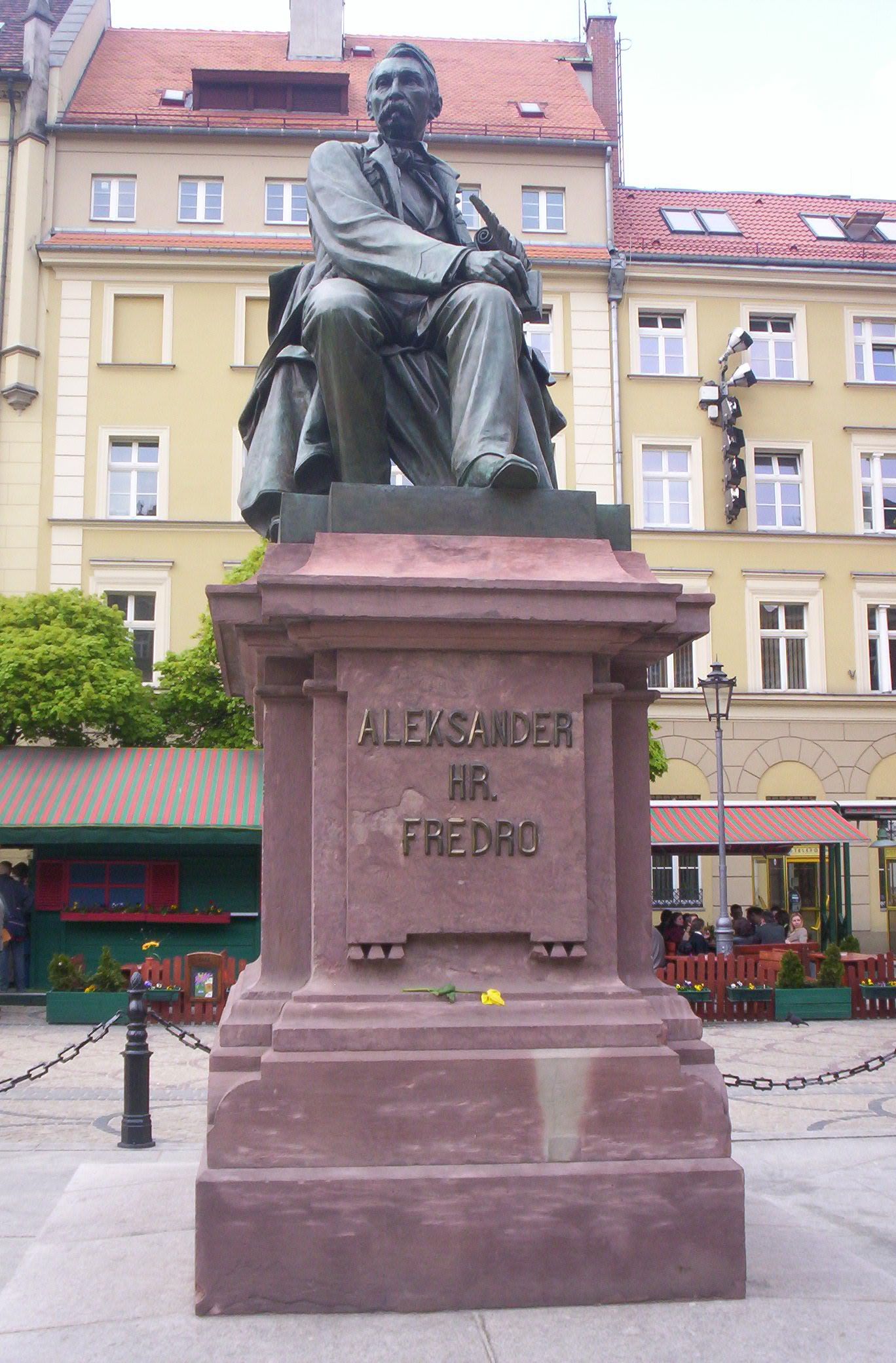
亚历山大·弗雷德罗纪念碑

中心区最重要的建筑是13世纪末建造的市政厅。这个市场是当时市内少数几个可以做贸易的地方，因此在市场上形成了三座商店：布楼、皮革楼和衣楼，此外在市场的中心形成了许多小铺垫和大小秤楼。布楼宽13米，是一座有两个过道的大厅，大厅的两侧有21个小房间。从大厅可以通过门进入小房间。小房间里没有任何照明。南侧的两间小房间是收税人用的，其它的40间是做买卖用的。中心的大厅中间有一道立柱，支撑大厅的屋顶，屋顶原来可能有一层粘土覆盖层。中心区的西南角的建筑物和其它建筑物不一样齐，而是向后一点，到18世纪为止这里是鱼市，从1745年开始这里是守卫。1788年卡尔·戈特哈德·朗汉斯设计的一座比原来的建筑大的建筑取代了它。
封建的马格德堡法律被废除后其中规定的特权也被废除，原来的市场设施没有必要了。1821年至1824年布楼被拆除，两行古典式建筑取而代之。同时皮革楼也被拆除，其地基被划分给北面的房子。1847年大秤楼被拆除来建造一座腓特烈二世的骑像纪念碑。1859年小秤楼、衣楼和啤酒花局被拆除来建造新市政厅。原来的守卫所在的地方建造了一座腓特烈·威廉三世的纪念碑。第二次世界大战后不久这两座纪念碑均被波兰拆掉了。
1956年在市政厅前，从利沃夫隐藏起来，后来暂时在华沙存放的亚历山大·弗雷德罗被树立到原来腓特烈·威廉三世的纪念碑所在的地方。1988年在市政厅以东颈手枷又被重建（二战后不久它被当作封建刑罚仪器被拆除）。1960和1970年代里耶日·格罗托夫斯基的试验剧院曾经设置在中心区的一幢房子里，今天这里是格罗托夫斯基研究中心。

### 西侧

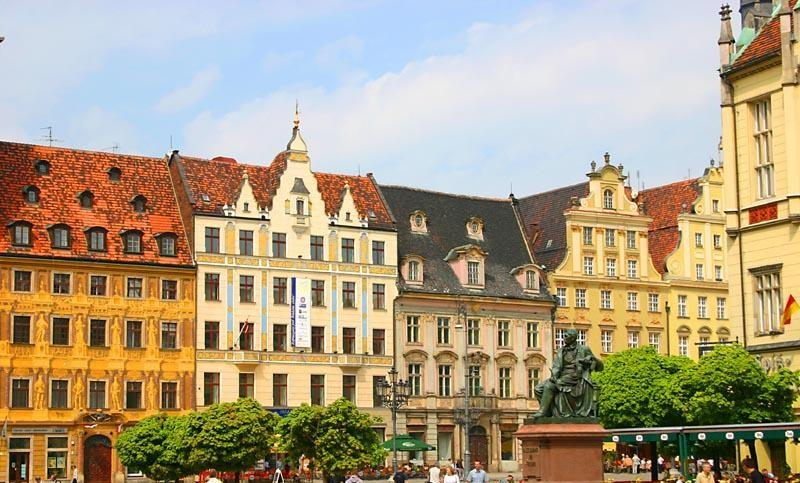
8-5号

集市广场的西侧也被称为“七选帝侯侧”，这里的建筑大多是原来的老建筑。这边的文艺复兴和风格主义建筑在二战中没有被破坏。这里的房子的地基很深（240尺），它们一直延伸到绅士街（ul. Kiełbaśnicza），这些地基原来属于弗罗茨瓦夫富有的城市贵族，它们可能是通过多块地基合并形成的。1号是新艺术运动时期建造的（1907年）。1931年在9至11号的地基上建造了德国建筑师联合会成员海因里希·隆普设计的存款处大厦，这幢房子至今为止有争议。2号是一座市民建筑，拥有很高的风格主义山墙，是广场上最大的市民建筑。8号的山墙上有幻觉式的绘画。1990年代初这些图像被重修。7号由于其所有权长期未能解决而失修，一直到1990年代初才得以修复。今天它的内院上面有一座玻璃的顶。
集市广场西边的这块面积从1741年开始被称为操练广场，今天有时也被称为鸽子广场（plac Gołębi）。2000年不顾古迹保护专家的反对这里建造了一座有争议的玻璃喷泉。当时的市长博格丹·兹德罗耶夫斯基给它授名为“泉”（Zdrój）。

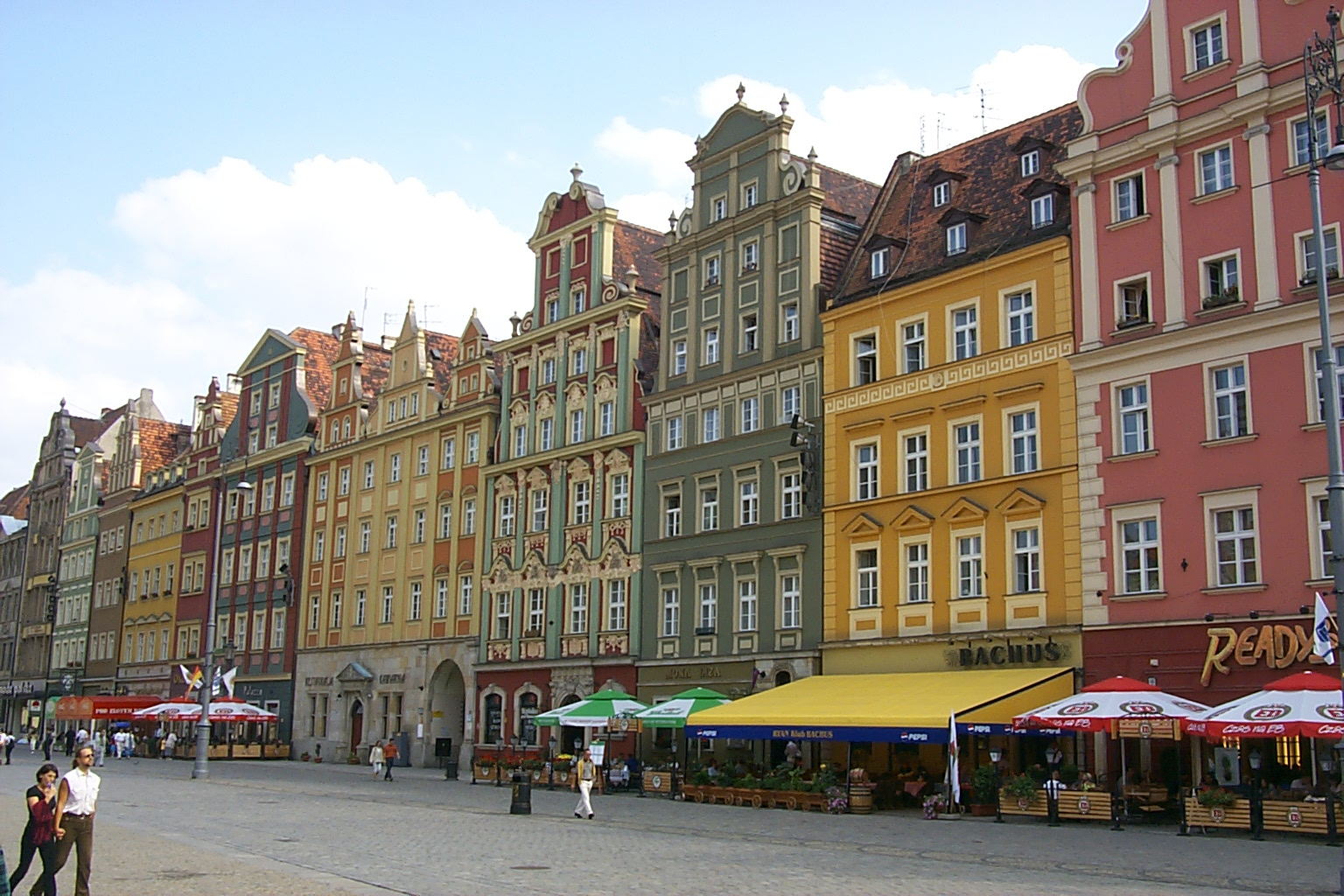
南侧

### 南侧
南侧也被称为“金杯侧”，老名是“老绞架侧”。今天这一侧的建筑主要是1952年至1960年间少许参照1800年时的风格建造的。其中大多数是新艺术运动或者现代建筑的商店，只不过表面装饰成古典风格。13号保持了新艺术运动的风格，今天是旅游指南处。

### 东侧

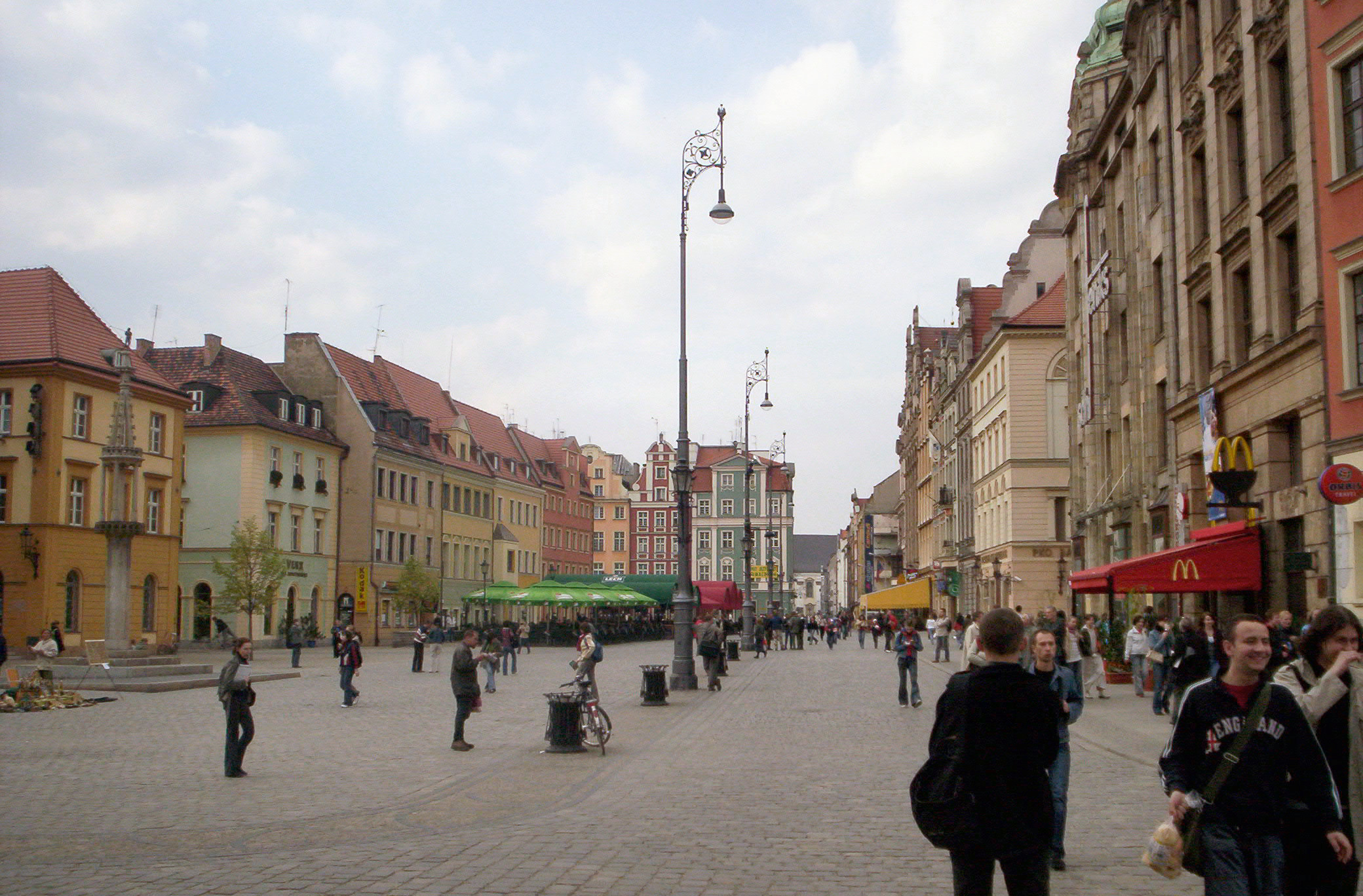
东侧

东侧也称“绿烟囱一侧”，这里的楼房的号码为29至41号，它们正对市政厅。29号原来是文艺复兴时期1523年至1528年建造的一座房子，1908年被一座商店取代。由于交通的缘故这幢房子的屋顶非常斜。1950年它获得了一个经常被说成比率不良的仿古典风格表面。除此之外再东侧还有两座1904年建造的新艺术运动风格建筑：31-32号是一座巴拉什兄弟百货公司的商店。东侧最后的一座建筑是1990年以后才重建的，是集市广场上最新的一座建筑。

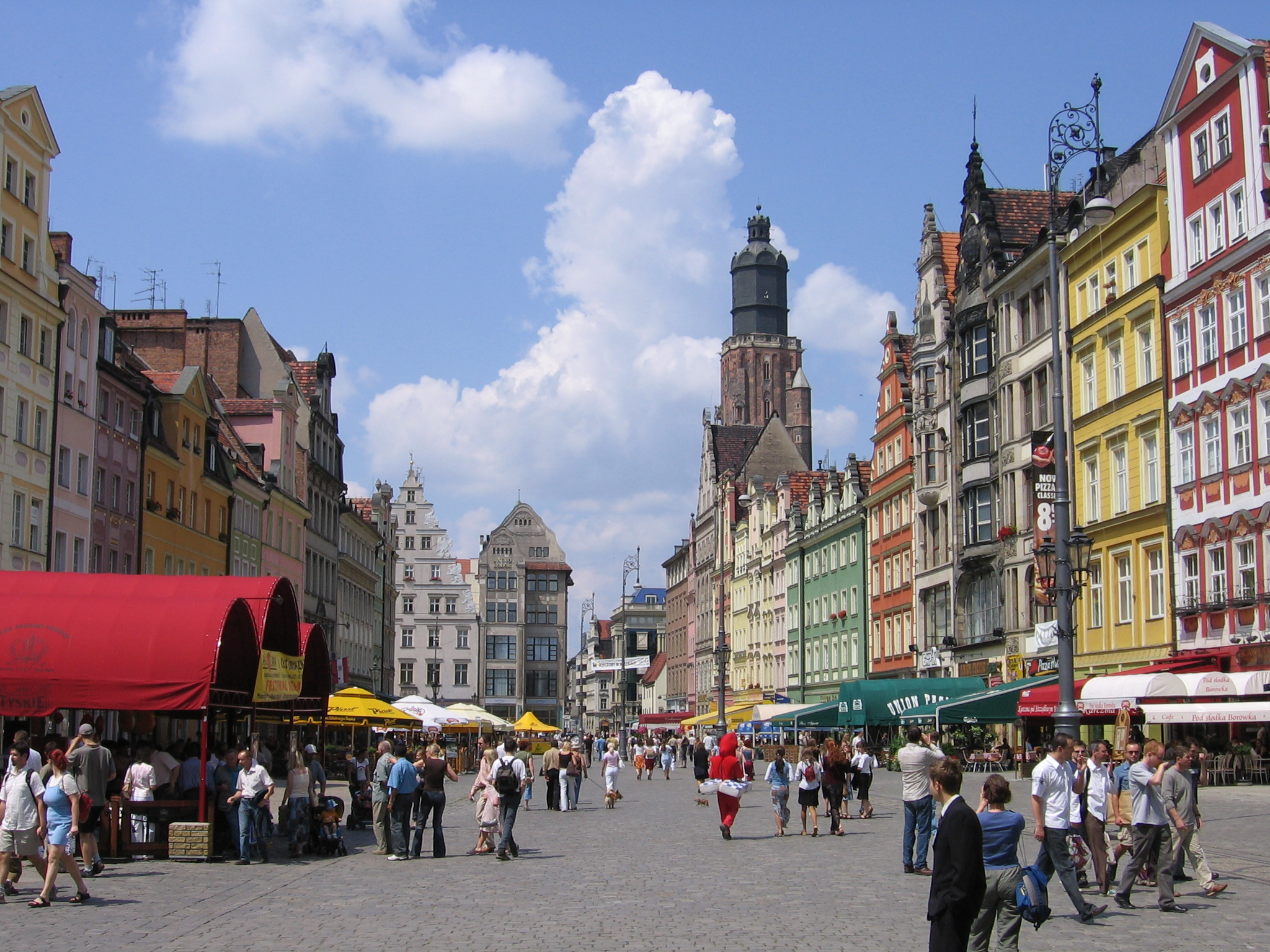
北侧

### 北侧
北侧也称“馋嘴侧”，由42至60号组成。其中48、49和50号是20世纪初建造的。52号的内部一层楼有一根留下的文艺复兴时期支柱。46号的巴洛克式建筑是原始的。

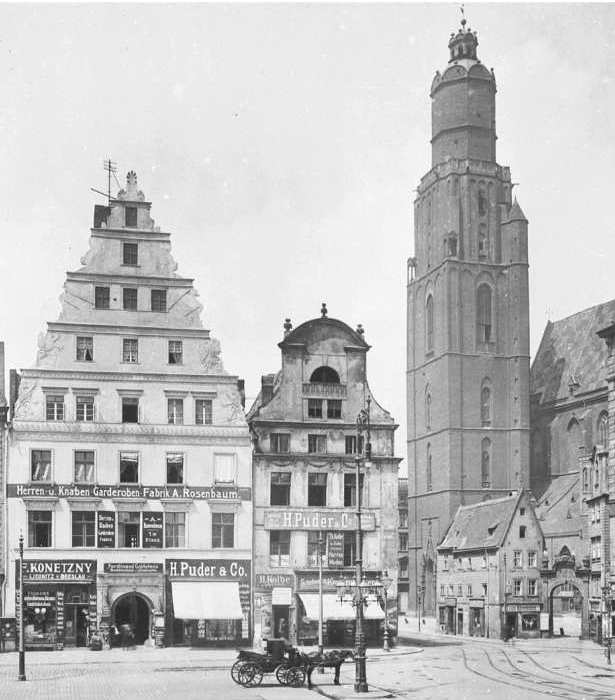
1890年的西侧：2号（左）和1号（1900年后被拆除），向右为伊丽莎白塔和“漢賽爾與葛麗特”

### 漢賽爾與葛麗特
广场的东北角有两座通过一道拱门相连的小楼。过去圣伊丽莎白教堂完全被这样的小楼围绕，它们把教堂的墓地和街道分开。战后这两座楼被戏称为“漢賽爾與葛麗特”（Jaś i Małgosia），今天这个名称成为了官方名称。